# 深圳观光巴士
深圳观光巴士，是来往于深圳市中心内各大观光点的旅游观光巴士，现有3条路线，由深圳巴士集团股份有限公司运营。

## 概况
深圳观光巴士现有3条线路（红线（人文历史线），蓝线（科技生态线），紫线（城市夜景线）），共配备10辆高配版比亚迪K9S双层巴士。其中，有一辆为“郎朗音乐巴士”。
2020年10月22日，“都市观光魅力鹏城”深圳巴士集团旅游观光巴士暨机场快线投放仪式在莲花山公交总站举行，深圳观光巴士正式宣布运营，当天郎朗也亲自为“郎朗音乐巴士”揭幕。

## 车辆概况
现配备10辆高配版比亚迪K9S双层巴士，采用比亚迪B10类似的前脸设计，除郎朗音乐巴士外，均配备可调节软椅，座椅旁配有中（普通话及粤语）英日韩阿六种语言报站语音及景点介绍。

此外，这批巴士也是深圳市第一批常态运营的带天窗巴士，可同时看到上方摩天高楼的景观。

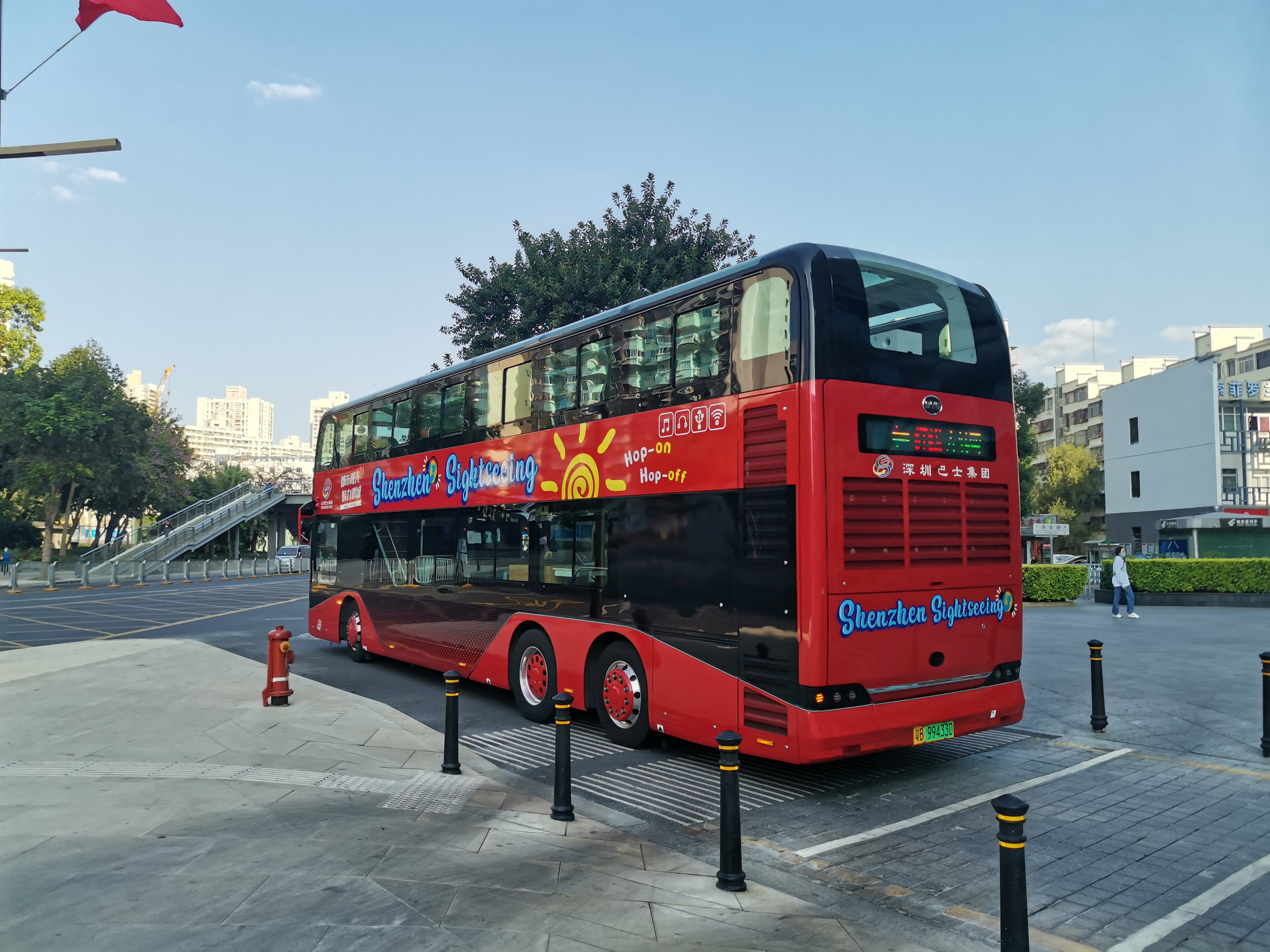
车尾
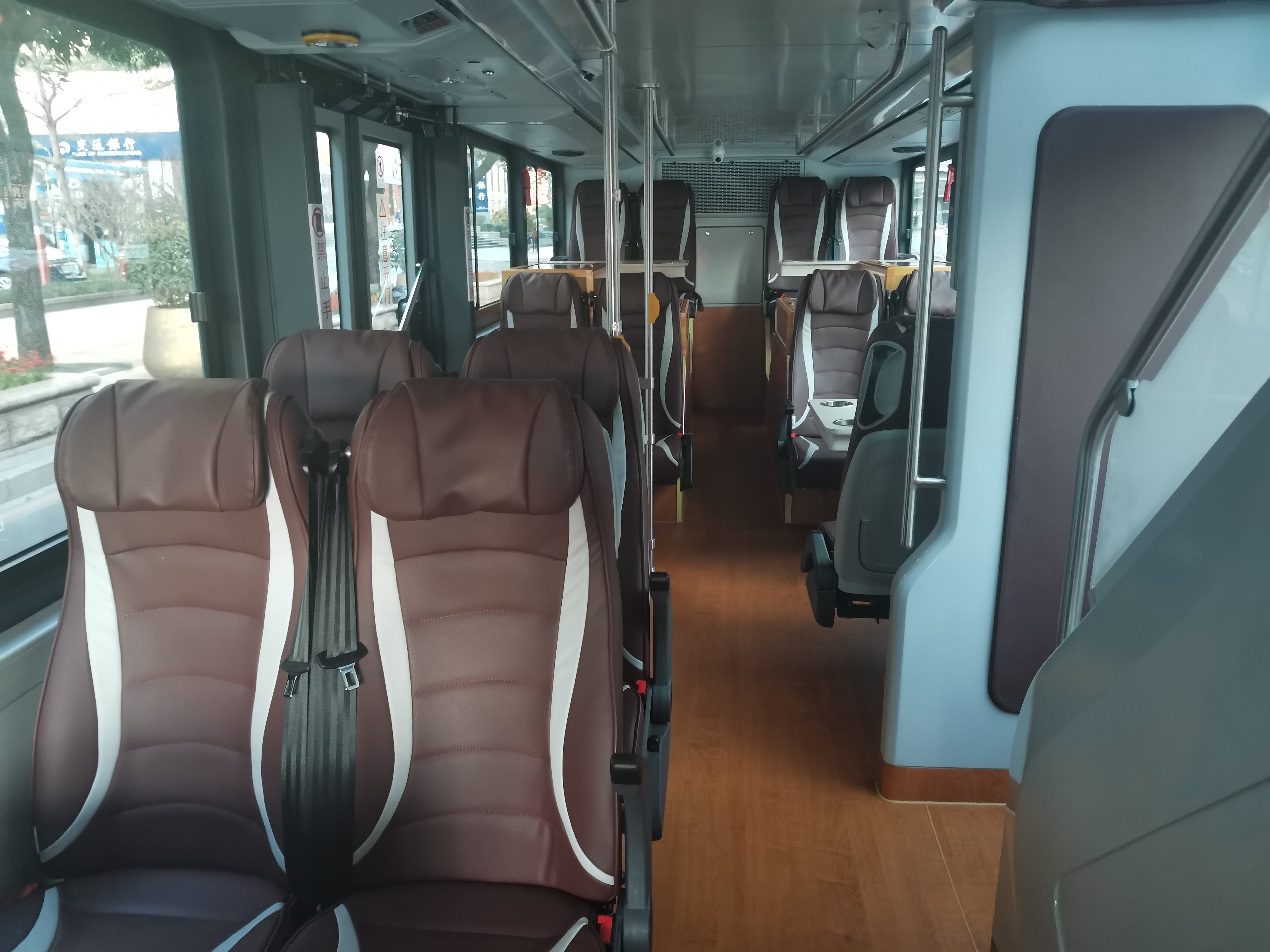
下层
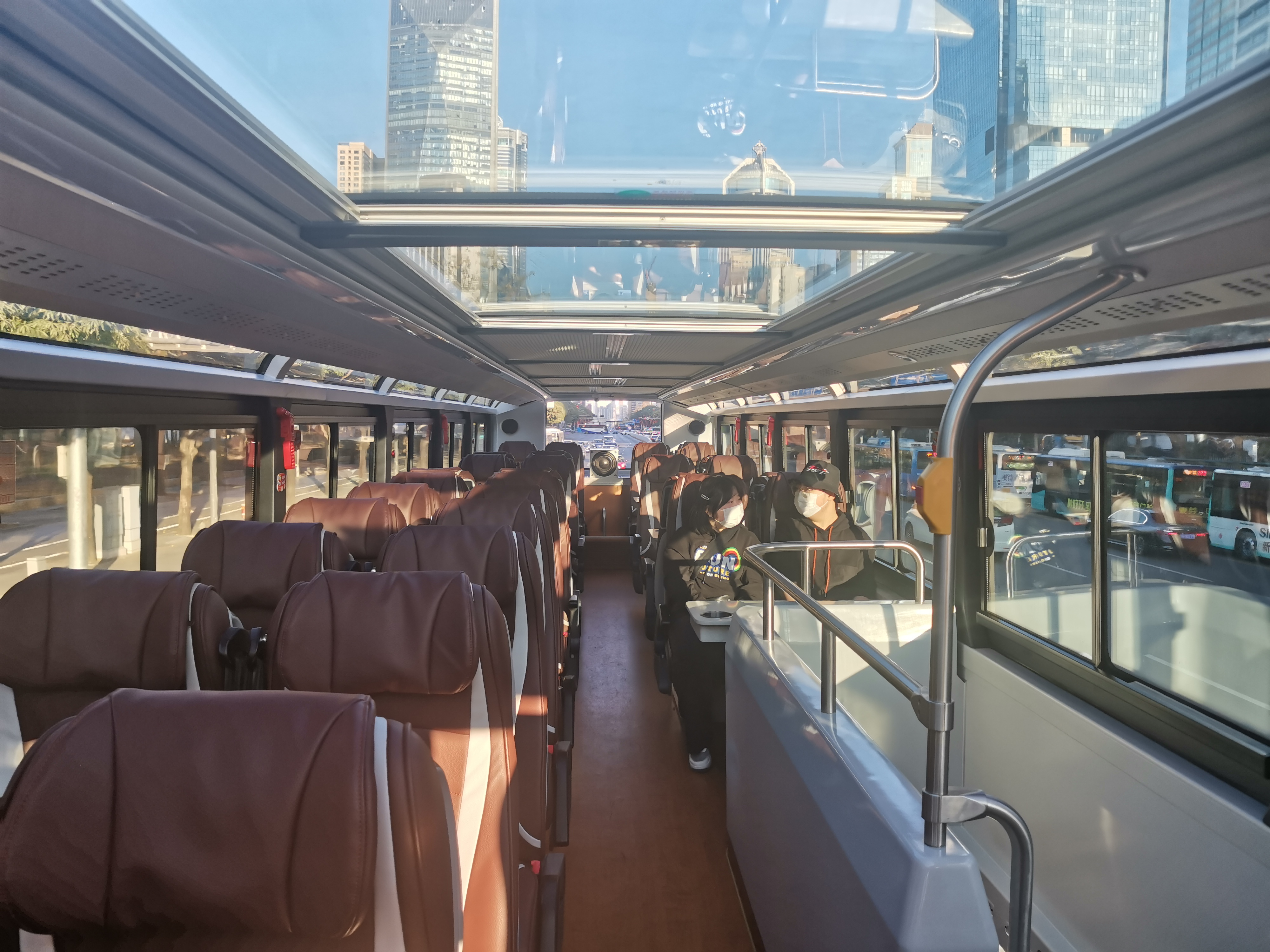
上层
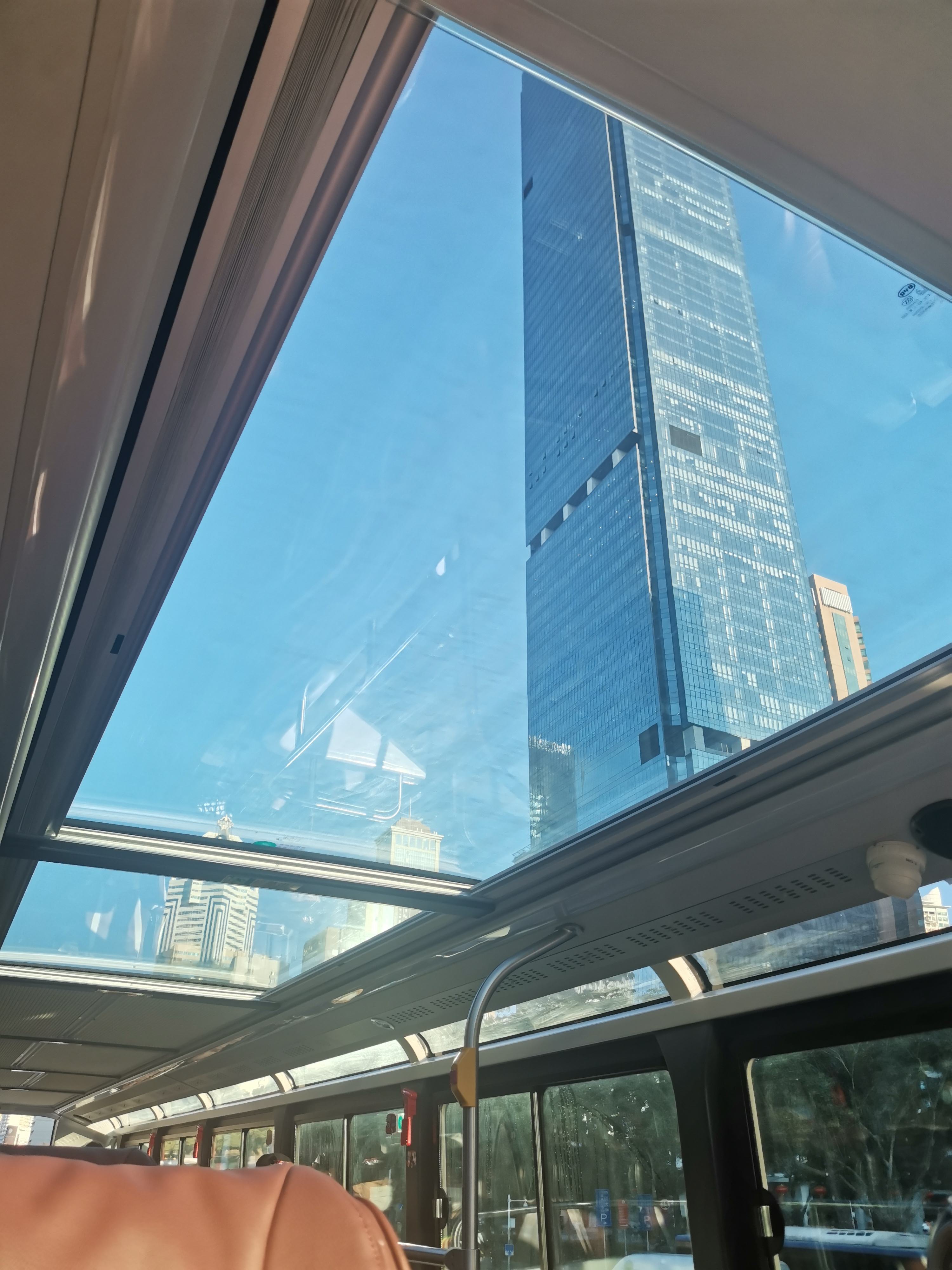
天窗
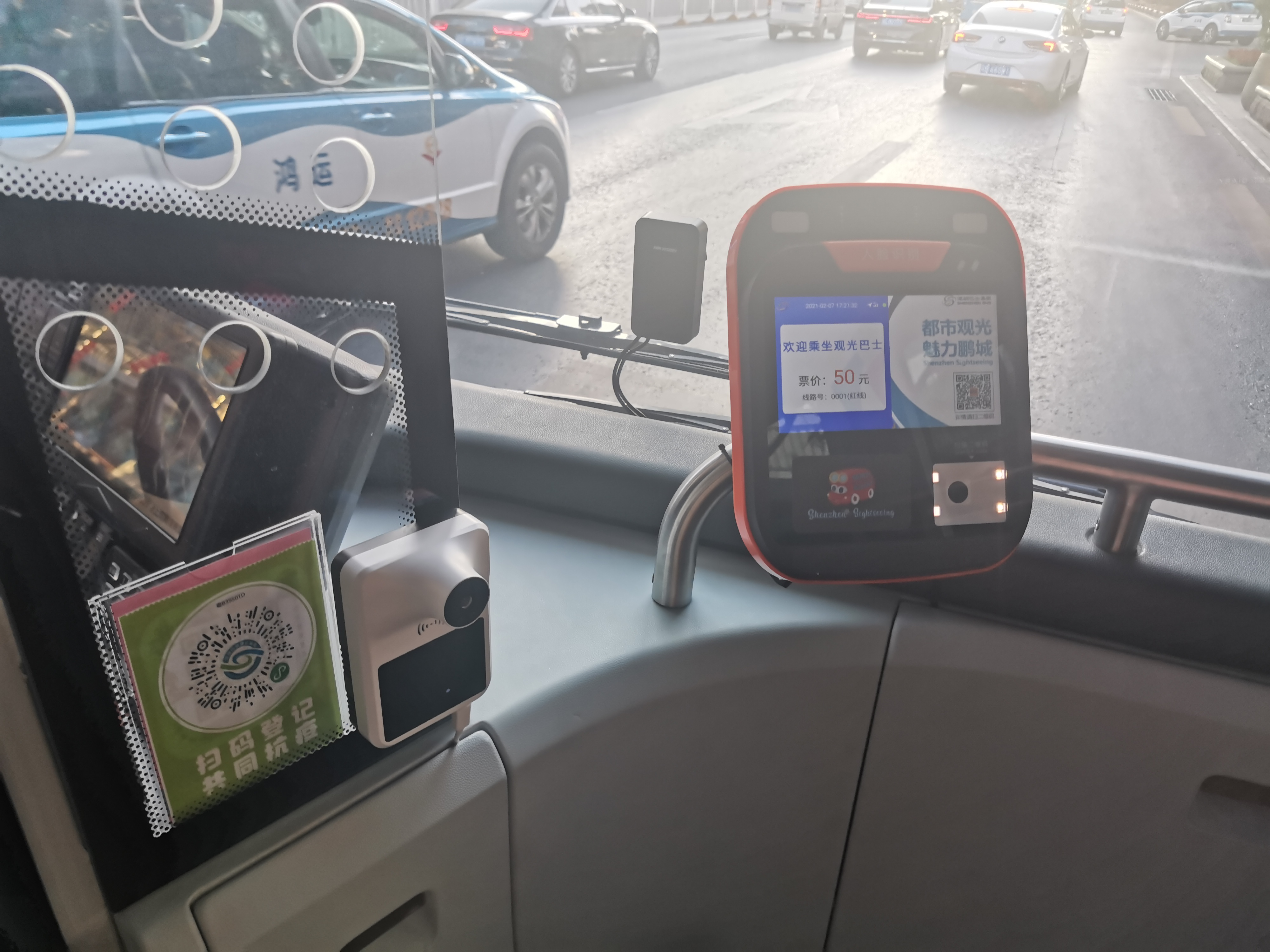
刷卡机
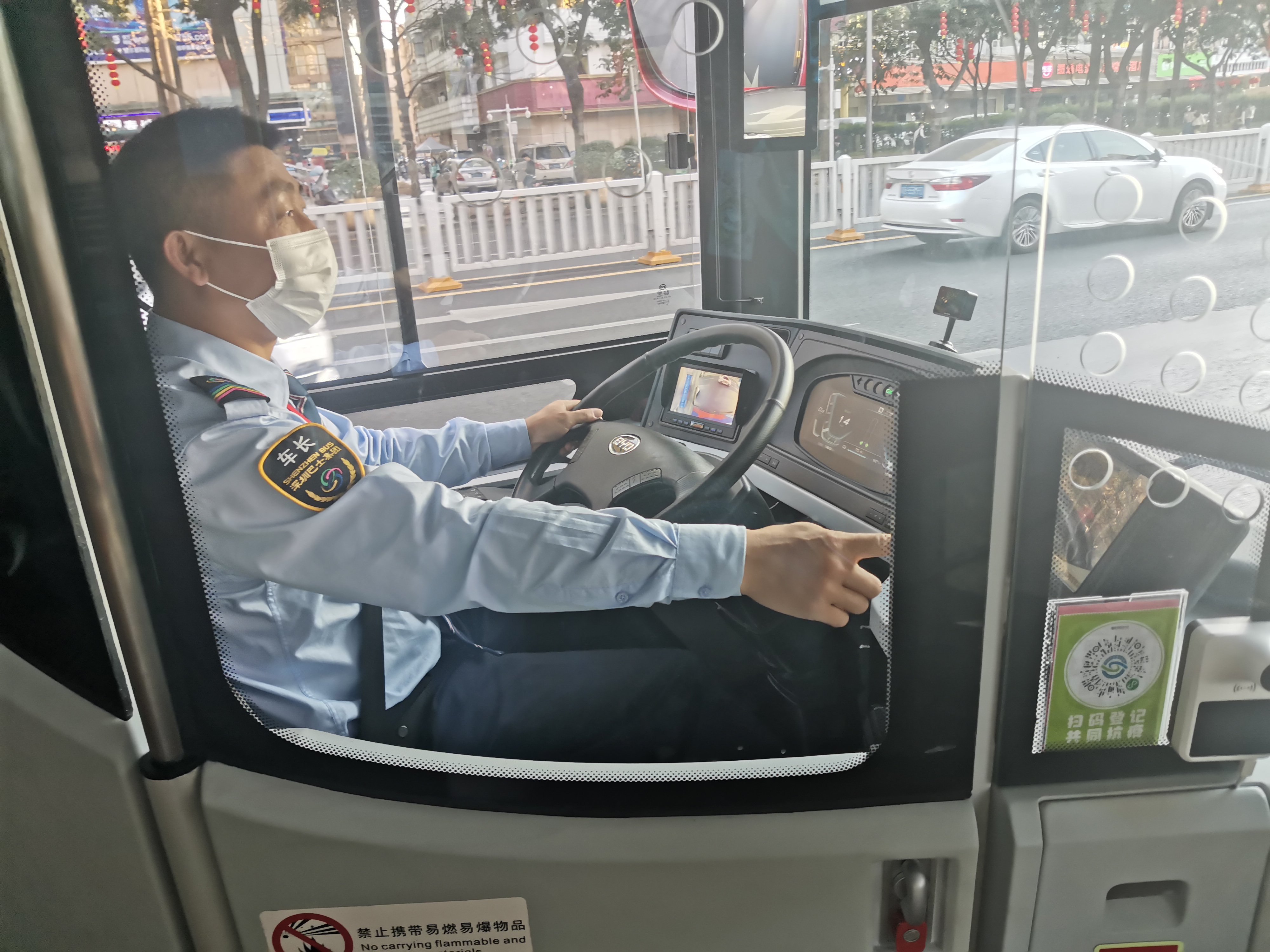
司机座

### 郎朗音乐巴士
郎朗音乐巴士现只有一部，即车牌为粤B 74991D的比亚迪K9S双层巴士，其涂装也为红色，但与其他巴士不同，而是专门以郎朗为主题设计的涂装及图案，其内饰也与一般观光巴士完全不同，上层都是木板软垫硬椅，舒适度较差但在椅背保留语音功能，前部位置设有一部电子琴，可供游客赏景途中即兴弹奏（需首先与司机说明以通电），属全国首创

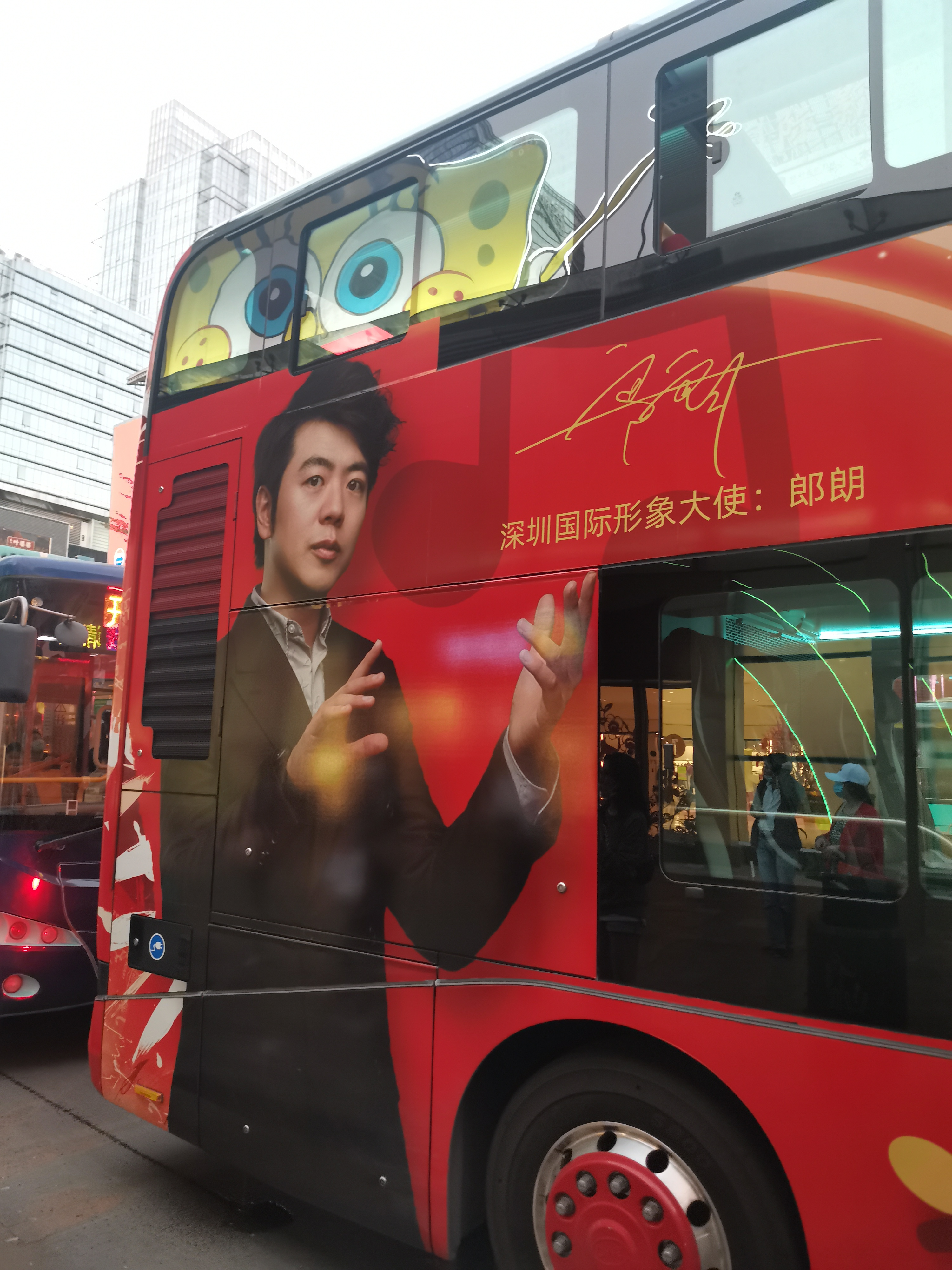
车身的郎朗肖像
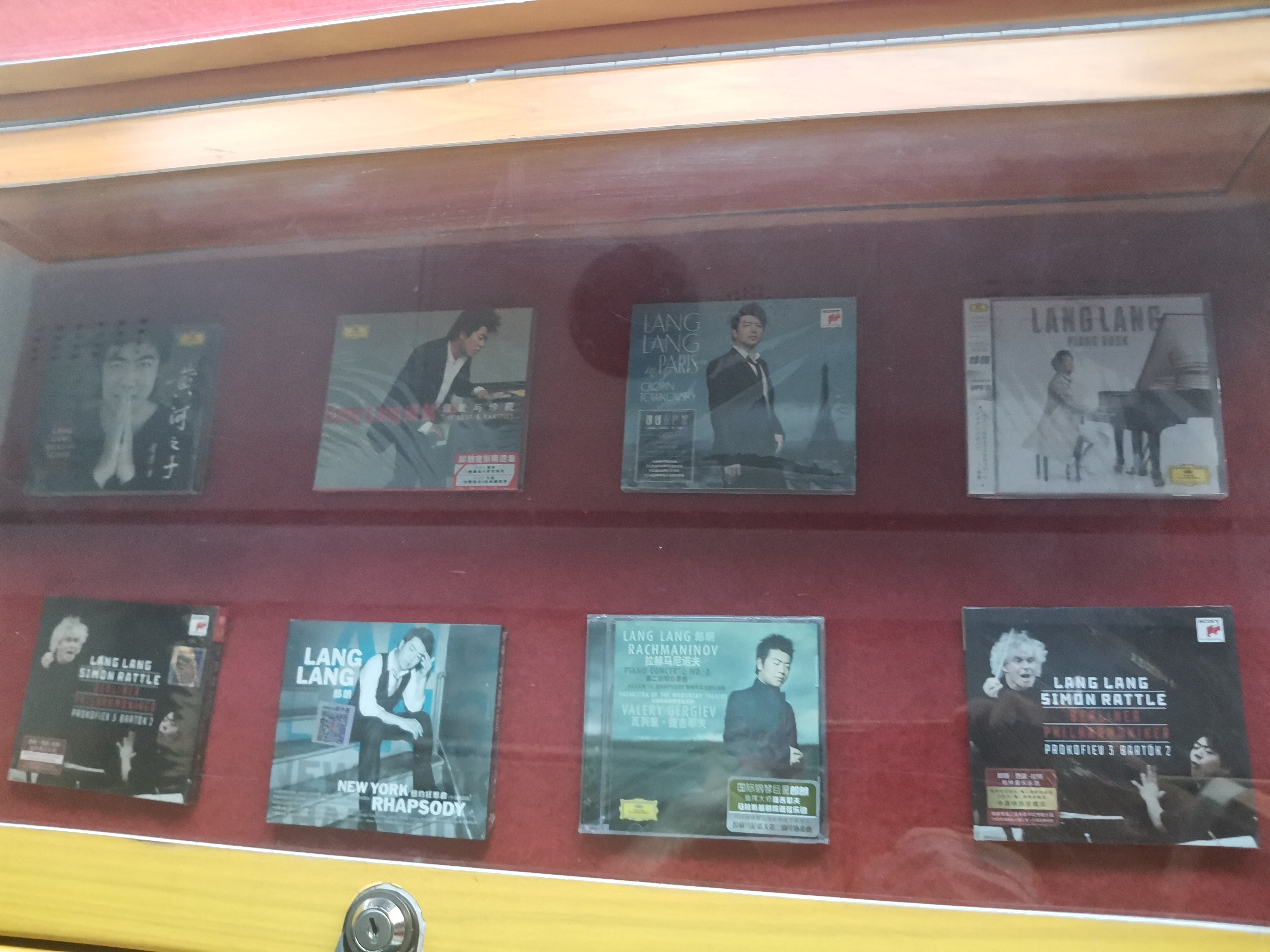
下层展示的郎朗已出版演奏专辑
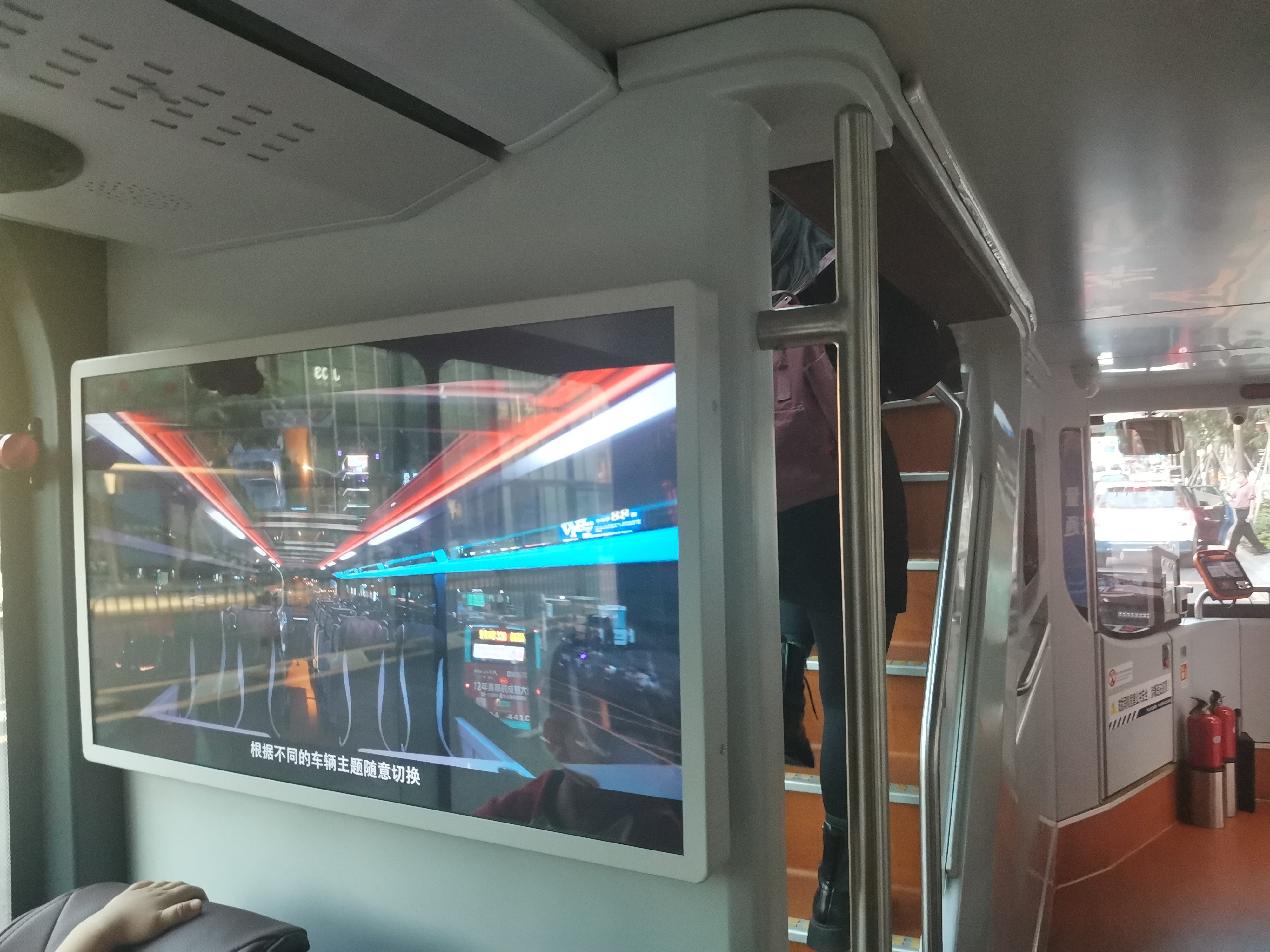
下层显示屏
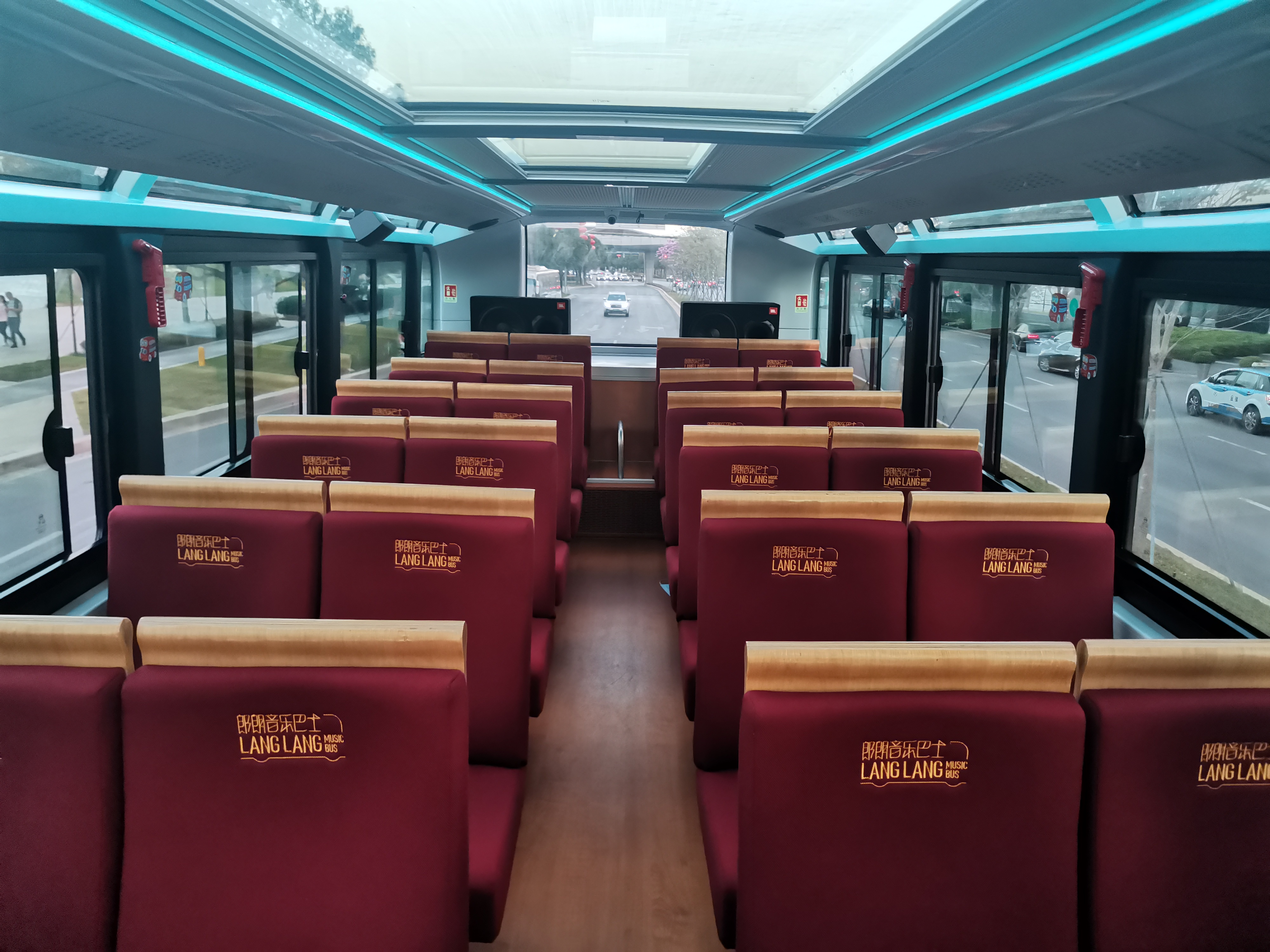
上层，有特色图案
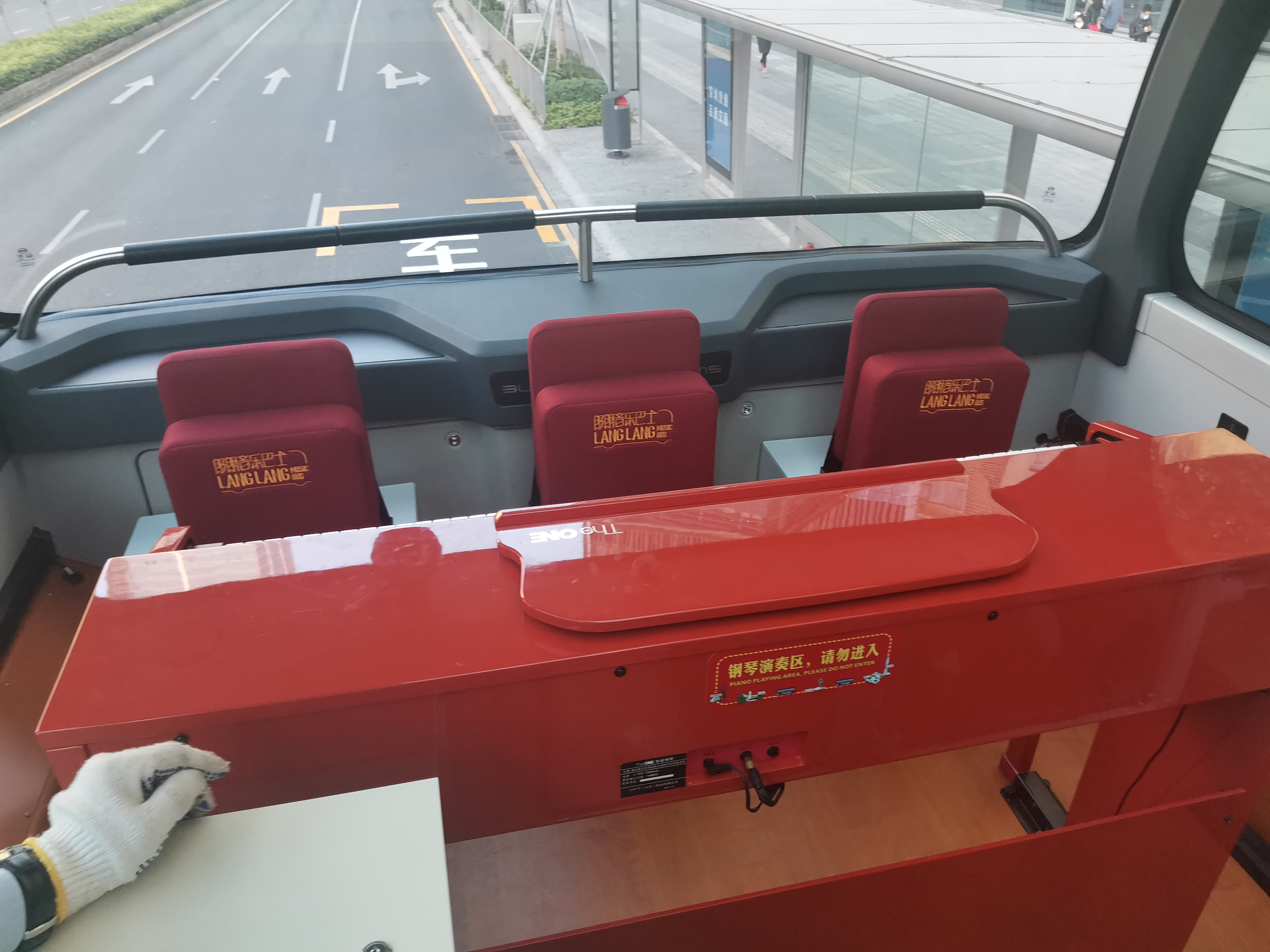
车内的电子琴

## 运营资料
| 路线               | 始末站     | 运营时间    | 途径 |
| ------------------ | ---------- | ----------- | --- |
| 红线（人文历史线） | 莲花山公园 | 09:00-17:00 | 莲花山公园、公交大厦、华强北、荔枝公园、东门老街、国贸、新闻大厦、上海宾馆、市民中心、购物公园、莲花山公园。                         |
| 蓝线（科技生态线） | 世界之窗   | 09:00-17:00 | 世界之窗总站、竹子林、车公庙、购物公园、红树林、欢乐海岸、华润深圳湾、海岸城、深大－腾讯、科技园、世界之窗总站。                     |
| 紫线（城市夜景线） | 欢乐海岸   | 19:00-21:30 | 欢乐海岸、竹子林、车公庙、市民广场东、上海宾馆、深圳书城、国贸、新闻大厦、上海宾馆、市民中心、莲花山公园、车公庙、竹子林、欢乐海岸。 |

## 资料来源
1. ↑  . www.sznews.com.   [2021-06-15]. （原始内容存档于2021-06-16）.